# のどごえ公園
のどごえ公園（のどごえこうえん）は広島県安芸高田市八千代町土師にある都市公園である。

## 概要
江の川に作られた土師ダムによるダム湖（八千代湖）上流の北東側・湖畔にある。平成6年度に開園した。今から300年以上前に土師地区の水不足による干ばつをなくすため、私財を投じて用水路を開削した忠左衛門は、工事中に声も出なくなってしまい村人から「咽声忠左衛門」と呼ばれるようになった。用水路が完成すると干ばつもなくなり、偉業をたたえられることになった忠左衛門をしのんで命名された。桜のシーズンには提灯の灯りで夜桜を楽しめる。周辺に6000本の桜並木があり、桜の名所となっている。

## 施設・設備
2013年7月7日には園内の芝生広場内に複合大型遊具（コンビネーション遊具）が設置された。カラフルな展望台が特徴の6～12歳対象の児童ゾーンのほかに、3～6歳対象の幼児ゾーンがある。
児童ゾーンには柵などの安全対策がなされた長いローラー滑り台があり、昇るための階段には小さな子供でも安心して昇れるように小さなステップがついている。又、ローラー式ではない滑り台も併設されている。15メートルあるターザンロープなども備えられている。
自然を生かしたグラウンドゴルフ場や、水に親しめるように、ひざ下まで浸かる程度の小川、小川のそばには足や手を洗うための水場、四阿、簡易式のトイレが備わっている。
- 芝生広場
- グラウンドゴルフ場
- 四阿
- BMXコース
- トイレ
- 屋外ステージ
- ボート・カヌー乗り場
  - 湖面ではボート、カヌーが体験できる。
  - カヌー教室は予約を要す。
  - 貸しボート：有料 4月～5月、8月～10月の日曜・祝祭日、11時～15時
- コンビネーション遊具
  - 展望台、ローラー滑り台、滑り台、ターザンロープなど
- レンタルサイクル（サイクリング・コースあり）
- はじ丸館
- 食堂（「土師ダムサイクリングターミナル」内にある「さくら亭」）

## アクセス
- 中国自動車道千代田ICから車で約15分
  - 駐車場あり 普通車500台 無料 - 公園近くの無料駐車場は20台ほどで、湖周辺全体では500台分ほどになる[2]。

## 周辺の見所
- 土師ダム
- 八千代湖
- 咽声神社
- 郡山城跡
- 土師民俗資料館
- 丸山公園